# Trigueros del Valle (kommunhuvudort)
Trigueros del Valle är en kommunhuvudort i Spanien.   Den ligger i provinsen Provincia de Valladolid och regionen Kastilien och Leon, i den centrala delen av landet, 180 km nordväst om huvudstaden Madrid. Trigueros del Valle ligger 770 meter över havet och antalet invånare är 343.
Terrängen runt Trigueros del Valle är lite kuperad. Runt Trigueros del Valle är det ganska glesbefolkat, med 43 invånare per kvadratkilometer. Närmaste större samhälle är Cigales, 8,9 km söder om Trigueros del Valle. Trakten runt Trigueros del Valle består till största delen av jordbruksmark.